# Heydenia ornata
Heydenia ornata är en stekelart som först beskrevs av Jean Risbec 1952.  Heydenia ornata ingår i släktet Heydenia och familjen puppglanssteklar. Inga underarter finns listade i Catalogue of Life.